# اندیس دوهیاتاغی
دوهیاتاغی یک اندیس فلزی است که در حوالی شهر سلطانیه استان قزوین قرار دارد و مادهٔ معدنی موجود در آن، مس است.  